# جيريمي كلارك
جيريمي كلارك (بالإنجليزية: Jeremy Clarke) هو سياسي أمريكي، ولد في 1 ديسمبر 1605 في المملكة المتحدة، وتوفي في 1652 في نيوبورت في الولايات المتحدة.